# Tanguiéta
Tanguiéta este un oraș din departamentul Atakora, Benin.